# Музичний лист щастя
Музичний лист щастя — альбом українського рок-гурту «Тартак». Випущений 2004 року. Передостання пісня цього альбому — «Я не хочу», часто звучала в часи «Помаранчевої революції».
Останній трек — «Поцілуй» — це переспів пісні Ані Лорак, який увійшов до її альбому Там, де ти є... 2001 року. Він не означений на поліграфії платівки.

## Зміст
1. Мила
2. Дівчата
3. Борода руда
4. Нашеліто
5. Моя любов, моя ненависть…
6. Лайливе слово
7. Інді я
8. Весело
9. Комп'ютерні тигри
10. Щось
11. Стільникове кохання
12. Іди тусуйся!
13. Це ваше свято
14. Хулігани
15. Я не хочу
16. Поцілуй